# Pelikan notatet
|  | Denne artikel omhandler romanen. For filmen, se Pelikan notatet (film) |
Pelikan notatet (engelsk: The Pelican Brief) er en roman af den amerikanske forfatter John Grisham fra 1992, dansk udgave 1994.
Den unge, ambitiøse jurastuderende Darby finder nogle spor, der peger på årsagerne til drabene på to dommere. Hun indvier sin gode ven, Gavin, der er tilknyttet FBI, i sine opdagelser, og dette udløser en kæde af begivenheder, hvor hun blandt andet eftersøges af en lejemorder.
I 1993 blev Pelikan notatet filmatiseret med Alan J. Pakula som instruktør og Julia Roberts og Denzel Washington i hovedrollerne.